# Vladimiro Missaglia
Vladimiro Missaglia dit Miro né le 14 mai 1933 à Venise et mort le 8 juin 2008 est un dessinateur italien de bandes dessinées. Il est le frère de Ennio Missaglia.